# ان‌جی‌سی ۷۰۶۰
ان‌جی‌سی ۷۰۶۰ (انگلیسی: NGC 7060) یک کهکشان مارپیچی میانی است که در فاصله ۲۰۰ میلیون سال نوری از ما در صورت فلکی  میکروسکوپ قرار دارد. The spiral arms of NGC 7060 appear to overlap. به نظر می‌رسد بازوهای مارپیچی NGC 7060 همپوشانی دارند. کهکشان NGC 7060 توسط اخترشناس جان هرشل در ۲ سپتامبر ۱۸۳۶ کشف شد.